# Ageneotettix brevipennis
Ageneotettix brevipennis är en insektsart som först beskrevs av Bruner, L. 1904.  Ageneotettix brevipennis ingår i släktet Ageneotettix och familjen gräshoppor. Inga underarter finns listade i Catalogue of Life.